# Ostsee-Bahntunnel
Der Ostsee-Bahntunnel ist ein vorgeschlagener, etwa 97 Kilometer langer Eisenbahntunnel unter der Ostsee zwischen Malmö in Schweden und Stralsund in Deutschland zur Querung der Ostsee, der 2011 vorgestellt und von der norwegischen Regierung unterstützt wurde. 2018 gab Verkehrsminister Christian Pegel aus Mecklenburg-Vorpommern an, dass die Planung offensichtlich nicht weiterverfolgt werde.

## Projektstudie
Die Projektstudie beschreibt eine Verbindung von Oslo und Stockholm über Malmö und Stralsund nach Berlin. Nach Fertigstellung des in dieser Dimension beispiellosen Tunnels könnte die feste Ostseequerung der längste und tiefste Eisenbahntunnel der Welt werden. Er wäre um 70 % länger als die bisher längsten Eisenbahntunnel, der Gotthard-Basistunnel und der Seikan-Tunnel. Der Tunnel würde den Flaschenhals Hamburg umgehen und den Transitverkehr durch Dänemark reduzieren.
Die Röhren für den Zugverkehr würden Geschwindigkeiten bis zu 200 km/h erlauben. Durch den Tunnel könnte sich die unterirdische, wetterunabhängige Passage auf 30 bis 60 Minuten reduzieren.
Die Wirtschaftlichkeit des Tunnels ist aufgrund der großen Länge und der künftig parallel verlaufenden Verbindung durch den Fehmarnbelttunnel über Dänemark fraglich.

## Alternativstrecken
Für die zunehmenden Verkehrs- und Warenströme über ein geplantes Netz aus Straßen und Eisenbahnstrecken sind strecken- und somit zeitverkürzende Alternativen wie der Fehmarnbelttunnel oder Rostock-Gedser-Tunnel für die Anbindung an den skandinavischen Wirtschaftsraum in Planung.